# 國立政治大學社會科學學院
國立政治大學社會科學學院為國立政治大學的學院之一，以社會科學領域之教學研究、高級文官及專業人才培育為目標。前身為1946年創立之政經學院，目前設有7個主要學系、3個研究所及3個英語教學博碩士學位學程。

## 沿革

### 大陸時期
國立政治大學前身中央黨務學校、中央政治學校、中央幹部學校等為當時中國國民黨與國民政府之人才培育機構，因此當時的教學研究即是以政治學、法學與社會科學為重心，培養政府所需之政治與管理人才。
1945年，抗戰結束後國民政府返回南京，國民黨中央決議將中央政治學校與中央幹部學校合併改組為「國立政治大學」。次年政大正式成立，設立政經學院、法學院、文學院，政經學院下轄有政治系、經濟系、外交系、地政系、新聞系等科系，可說是社科院的濫觴。

### 臺灣時期
1949年，中華民國政府由於在第二次國共內戰遭遇的失敗退守台灣，政大校務也因此停擺。直至1954年行政院同意政治大學在臺復校，1958年設置法學院、文學院、商學院。此時法學院下轄有政治學系、外交學系、新聞學系、邊政學系、財稅學系、政治所、新聞所、外交所共5系3所，而1961年時恢復設置法律學系，新聞學系改隸文理學院。其後系所單位隨學院發展逐漸增加，直到1993年法律系獨立為法學院，原法學院其他科系改組為社會科學學院，下轄7系11研究所。2001年外交學系、東亞所、俄羅斯所改組為國際事務學院。此時社科院因實施系所合併，形成現今7學系、 3獨立研究所之編制。

## 組織

### 系所
| 社會科學學院 系所列表 College of Social Science Departments | 政治學系                            | 社會學系（页面存档备份，存于）       |
| 社會科學學院 系所列表 College of Social Science Departments | 財政學系（页面存档备份，存于）      | 公共行政學系（页面存档备份，存于）   |
| 社會科學學院 系所列表 College of Social Science Departments | 地政學系（页面存档备份，存于）      | 經濟學系（页面存档备份，存于）       |
| 社會科學學院 系所列表 College of Social Science Departments | 民族學系（页面存档备份，存于）      | 勞工研究所                           |
| 社會科學學院 系所列表 College of Social Science Departments | 國家發展研究所                      | 社會工作研究所（页面存档备份，存于） |
| 社會科學學院 系所列表 College of Social Science Departments | MEPA碩士學程 （页面存档备份，存于） | IMES碩士學程（页面存档备份，存于）   |
| 社會科學學院 系所列表 College of Social Science Departments | IMAS碩士學程（页面存档备份，存于）  | IDAS博士學程（页面存档备份，存于）   |

### 研究中心
| 社會科學學院 研究中心 College of Social Sciences Research Centers | 臺灣房地產研究中心（页面存档备份，存于） | 人工智慧經濟學研究中心（页面存档备份，存于）     |
| 社會科學學院 研究中心 College of Social Sciences Research Centers | 經濟政策研究中心                         | 公民社會暨地方治理研究中心（页面存档备份，存于） |
| 社會科學學院 研究中心 College of Social Sciences Research Centers | 財稅政策與制度研究中心                   | 國防事務研究中心（页面存档备份，存于）           |
| 社會科學學院 研究中心 College of Social Sciences Research Centers | 國土政策研究中心                         | 預測市場研究中心（页面存档备份，存于）           |
| 社會科學學院 研究中心 College of Social Sciences Research Centers | 綠色能源財經研究中心                     |                                                  |

## 學術研究

### 學術期刊
出版《社會科學論叢》，為學術性半年刊，主題為探討政治、經濟、社會等三大領域問題。該刊收錄於「臺灣人文及社會科學引文索引資料庫（TCI-HSS）」。

### 頂尖大學計畫
社會科學院為政治大學的頂尖計畫主軸之一，以成為「亞太區域研究與教學的重鎮」為未來發展重點。

### 學術交流
社會科學學院目前與以下大學之相關學院締結院級合作：
| | | |
| 美国 - 美利堅大學 - 佛羅里達州立大學 加拿大 - 英屬哥倫比亞大學 英国 - 伯明翰大學 法國 - 巴黎第一大學 德国 - 蒂賓根大學 俄羅斯 - 莫斯科國立大學 - 俄羅斯聯邦國家經濟學院 - 蒙納許大學 - 澳洲國立大學 南非 - 史德蘭波希大學 | - 首爾大學 - 韓國外國語大學 - 北韓大學院大學 - 慶南大學 日本 - 京都大學 - 東北大學 - 筑波大學 - 北海道大學 - 明海大学 | 中华人民共和国 - 清華大學 - 中國人民大學 - 復旦大學 - 上海交通大學 - 南京大學 - 吉林大學 - 山東大學 - 南開大學 - 浙江大學 - 廈門大學 - 雲南大學 - 中國政法大學 - 中國海洋大學 - 中央財經大學 - 浙江財經大學 香港特別行政區 - 香港大學 - 香港浸會大學 澳門特別行政區 - 澳門大學 |